# Evidi i Patró de Besalú
Evidi, màrtir fou un màrtir venerat com a sant al monestir benedictí de Sant Pere de Besalú, on eren les seves restes juntament amb les de Patró, Concordi, Marí de Besalú i Prim i Felicià d'Agen. Eren venerats a l'Església catòlica i, tret del santoral, encara en manté en els de l'Església Ortodoxa.

## Hagiografia i veneració
No se sap res de les seves vides i ni tan sols del temps que visqué. Antoni Vicenç Domènec diu que els cossos, juntament amb els de Marí de Besalú, eren venerats en aquest monestir, i que els reliquiaris eren a l'altar major amb llànties enceses permanentment. Diu també que la festivitat d'Evidi s'hi celebrava el 13 de juny, amb ofici propi de màrtir. A l'altar major, sobre l'arca de les relíquies, n'hi havia una talla on portava palma de martiri i un llibre.
Probablement, com les d'altres cossos sants recollits al monestir (com els sants Prim i Felicià d'Agen), eren restes de persones venerades provinents d'altres llocs i custodiades al cenobi, però la pèrdua de les restes, els arxius i el mateix monestir fan impossible poder esbrinar a qui corresponien. En tot cas, era un bisbe anterior al segle x, segle de fundació del monestir.
La desamortització del segle xix provocà l'abandonament del seu culte i la desaparició de les restes i altres materials que podrien haver contribuït a aclarir la qüestió.
Consta com a sant probablement real als Acta sanctorum dels bollandistes, tot i que no pot donar més dades que les transmeses per Domènec. Tret del Martirologi romà per manca de dades, es manté en els santorals de l'Església Ortodoxa, que van recollir el santoral catòlic previ a la separació.